# Tina Salama

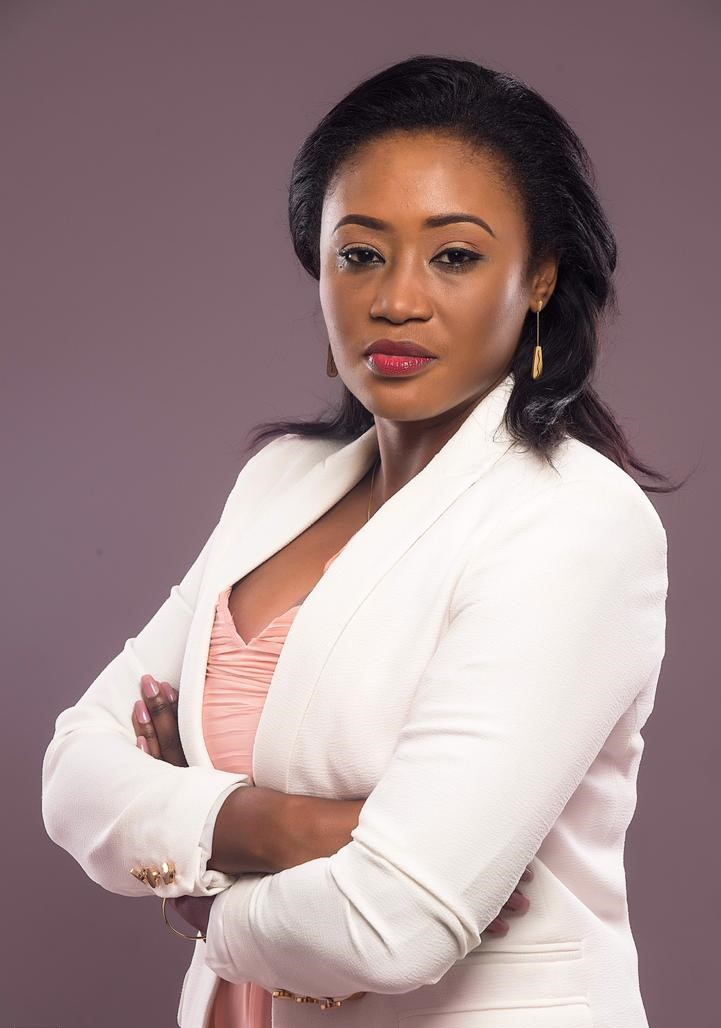
Tina Salama

Tina Salama aus Sud-Kivu  ist eine Journalistin und politische Aktivistin in der Demokratischen Republik Kongo.

## Leben
Salama stammt aus Bukavu, wo sie den Bürgerkrieg erlebt und selbst die Schrecken des Krieges miterlebt hatte. Tina Salama ging 2012 nach Kinshasa zum Studium, wo sie einen Abschluss für Journalismus und Außenpolitik an der Hochschule Institut Facultaire des Sciences de l'Information et de la Communication (IFASIC) erwarb. Sie setzte ihre Studien in Frankreich an der École supérieure de journalisme de Lille (ESJ Lille) fort und erwarb 2019 einen Master in Management des Médias (Medienmanagement).
Nach ihrer Rückkehr in den Kongo wurde sie stellvertretende Programmdirektorin beim UN-Radio, die einzige Frau in der Direktion, bevor sie zur stellvertretenden Sprecherin des Präsidenten Félix Tshisekedi wurde und dabei Tharcisse Kasongo unterstützte. Damit gehört sie zur Liste des Femmes de la Présidence du Congo-Kinshasa (Frauenliste der Präsidentschaft des Kongo), unter anderem zusammen mit Nicole Bwatshia Ntumba.
Tina Salama beteiligt sich auch am Kampf gegen Gewalt gegen Frauen. Sie hat ein Buch über den Ablauf der Kriege im Osten der Demokratischen Republik Kongo verfasst.

## Werke
- Ma vie pendant la guerre... Et après. Éditions du Pangolin, 2021, ISBN 978-2-87467-083-1.